# Zwergschnäppertyrann
Der Zwergschnäppertyrann (Empidonax minimus) auch Gartentyrann ist ein kleiner, Insekten fressender Vogel aus der Familie der Tyrannen. Er ist der kleinste Vertreter der Gattung Empidonax im östlichen Nordamerika. Der englische Name lautet „Least Flycatcher“. Gelegentlich wird er auch nach seinem Ruflaut Chebec genannt.
Die Altvögel haben einen oliv-grau gefärbten Oberkörper. An den Flügeln und am Schwanz wird dieser Farbton dunkler. Die Unterseite des Oberkörpers ist weißlich. Auffallend sind die weißen Augenringe und weißen Streifen an den Flügeln. Der Schnabel ist relativ klein und der Schwanz verhältnismäßig kurz. An den Seiten ist der Bauch leicht gelblich gefärbt.
Der Lebensraum sind offene Laubwälder oder Mischwälder im Norden der USA und in Kanada. Das tassenförmige Nest wird in einer Astgabel eines kleinen Baumes errichtet. Meist sitzen die Vögel im Bereich der unteren Hälfte bis zur Mitte eines Baumes auf einem Ast und fliegen von dort aus, um Insekten im Flug zu fangen. Ebenso werden im Flug Insekten vom Blattwerk aufgepickt. Gelegentlich fressen sie auch Beeren.
Der Zwergschnäppertyrann zieht im Winter nach Mexiko und Zentralamerika.